# Ікарус-Земун IK160P
Ікарус-Земун IK 160P – високопідлоговий зчленований міський та приміський та агломераційний автобус, який вироблявся в 1982–1991 рр. на Єльчанському автомобільному заводі на основі шасі та кузова югославського підприємства Ікарус-Земун. Побудовано було близько 880 одиниць. Під час експлуатації через зниження кількості пасажирів на маршрутах частину автобусів цього типу було позбавлено причепів.

## Історія

### Походження
Навесні 1972 року югославське підприємство Ікарус-Земун, яке раніше виробляло лише літаки, вирішило розширити виробництво завдяки виготовленню автобусів. В той же час влада Польської Народної Республіки прийняли рішення про оновлення парку міського транспорту, а також про розбудову міських маршрутів. Спочатку потрібні були лише автобуси великої місткості (11-12-метрові). В результаті польсько-французької співпраці було створено 12-метровий автобус Єльч PR110, який мав три пари дверей. Такі автобуси містили 50% деталей, імпортованих із Франції.
Криза 80-х рр. XX ст. призвела до того, що влада ПНР не мала іноземної валюти на закупівлю запчастин для цих автобусів. Імпорт з-за кордону запчастин для одного автобуса відповідно до цін початку 1984 р. коштував 2000 доларів США. Єльчанський автомобільний завод активно шукав заміщення на місцевому ринку, оскільки в іншому випадку відбувалися б затримки у виробництві. Додатковою проблемою стали виробничі потужності фабрики двигунів WSK Mielec. Цехи компанії могли виробляти до 1000 двигунів на рік. У 1981 р. було підписано польсько-югославську торговельну угоду, в рамках якої було розпочато співпрацю між польською Jelcz та югославською TAM.
На додачу бракувало автобусів високої місткості, які б обслуговували приміські перевезення, на яких зазвичай високий пасажиропотік. Зважаючи на це було підписано додаток до польсько-югославської торговельної угоди на постачання компонентів для патобусів Ікарус Земун IK160. Автобуси, що вироблялися у Польщі, позначалися додатковою літерою P (так само як Фіати, що вироблялися FSO, на приклад Fiat 127p).

### Виробництво
Перші запчастини було відвантажено до фабрики в Єльчі в грудні 1982 р..
Шасі та корпуси автобусів вироблялися на югославській фабриці з Земун у Белграді. В Югославії також виконували монтаж польської привідної системи. Фабрика в Єльчі-Лясковицях виконувала доскладання автобуса, що полягало в монтажі сидінь (так само як в моделі PR110), поручнів та інших елементів інтер’єру.
Презентація автобусів відбулася на стоянці Єльчанського автомобільного заводу в 1987, 1988 і 1989 рр. Партію останніх 25 автобусів було вироблено в 1991 р. Однак на цю партію важко було знайти покупця. Остаточно автобуси було продано в 1993 р.
Всього в рамках польсько-югославської співпраці було побудовано близько 880 автобусів такого типу.

### Експлуатація
Ікаруси Земун IK160P спочатку призначалися на приміські та агломераційні маршрути, але згодом їх почали використовувати і на міських маршрутах.
Під час експлуатації через зниження попиту на автобуси великої місткості та задля зменшення витрат на експлуатацію, багато автобусів було скорочено, тобто позбавлено причепів.
У липні 2011 р. один з останніх екземплярів, що експлуатувався на маршрутах міжміського сполучення (PKS Przasnysz), було придбано для збереження музейним експонатом Клубом любителів міського транспорту у Варшаві. Цей автобус на початку своєї роботи, наприкінці 80-х рр. XX століття, обслуговував експрес-маршрути між Пшаснишем і Варшавою. У Варшаві автобуси цієї моделі експлуатувала компанія PKS Grójec.
Базова версія, Ikarus IK 160, експлуатувалася в Югославії, Румунії та Туреччині.
У 1992 році компанія MPK Poznań закупила 15 «Земунів» для новозбудованого депо на вул. Дариборзькій (у Дариборі). Останній раз автобуси вийшли на маршрут в 2002 р. З цієї нагоди Клуб любителів залізничного транспорту організував прощальний пробіг автобусів, на чолі якого був автобус з бортовим номером 1576. Усі автобуси (окрім 1580, перероблений під технічний автобус) було списано.

### Збережені екземпляри
У приватному музеї Артура Леманського в Патерку поблизу Бидгоща знаходяться два екземпляри: один повний IK160P, який раніше ходив на маршрутах PTS Bustrans Tychy, а другий — скорочена до двохдверної версія.
Варшавський Клуб любителів міського транспорту зберігає один невкорочений екземпляр, який раніше належав PKS Przasnysz.
На території фірми Modertrans знаходиться один екземпляр, який до 2002 року належав MPK Poznań і мав бортовий номер 1580. Після виведення з експлуатації автобус було позбавлено зчленування і секції Б, а також перероблено під технічні потреби. Приблизно з 2012 року скоріш за все не використовується (реєстраційні таблиці відсутні).

## Конструкція

### Шасі

#### Система приводу
Автобус було оснащено польським дизельним двигуном WS Mielec SW 680/56/4 об’ємом 11,1 дм³ з максимальною потужністю 185 к. с. (136 кВт) і крутним моментом 710 Нм. Двигун розміщувався під підлогою між першою та другою віссю (в передній частині). Привіт передавався коробкою передач S6-90 із FSP Polmo Tczew, також польського виробництва.

#### Підвіска та система гальмування
Осі автобуса вироблено угорською компанією Rába: передня вісь — RABA-IKARUS V039.32.140, середня — RABA 018.15-3300 задня — RABA-IKARUS V140.32.100. На всіх осях використовуються барабанні гальма. Автобус обладнано двома системами нальмування: робочою з регулюванням сили гальмування, а також паркувальною. Відстань між першою та другою віссю, а також між другою і третьою складає відповідно 5250 мм та 6100 мм. На колеса встановлено шини 11 R20.

#### Система керування
Використовується система керування з гідропідсиленням Csepel 069 з перенесенням 22,5:1.

### Корпус

#### Ферма і кузов
Коробка виготовлена за типовою для автобусів технологією. Каркас мав фермено-струнову конструкцію  . Конструкція мала незначні відмінності від югославської моделі. Деякі з рішень згодом були використані в конструкції корпусу Єльч M11  . Шарнір був ідентичний тому, що використовувався в інших югославських зчленованих автобусах  .

#### Двері
Автобус обладнаний дверима за схемою 2-2-0-2. Двері двостулкові, відчиняються всередину Таке ж рішення використано в оригінальній моделі IK160, яке було копією німецьких напрацювань. Ідентичні двері монтували на MAN-и SG192 і Mercedesи O305.

#### Сидіння
Земуни, вироблені в Польщі, були обладнані сидіннями, ідентичними до польських Берлієтів Єльчів, що в той же час вироблялися в Єльчі. Автобус мав 47 місць для сидіння, а також 98 для стояння (разом 145). Сидіння м’які, вкриті шкірзамінником, всередині вимощені поролоном.

#### Електрчна схема та освітлення
В автобусах Ікарус-Земун IK160P встановленно освітлення, ідентичне до автобуса Єльч PR110.

## Зовнішні посилання
- Дані та фото експлуатованих екземплярів автобусів серії Ікарус-Земун IK160 на сервісі Transport.Wroc.Biz (пол.)
- Земун в галереї Ikarus Team Polska (пол.)